# Ora Kinderhilfe
ora Kinderhilfe international e.V. ist ein christliches Kinderhilfswerk, das im Jahr 1981 gegründet wurde und sich weltweit für Kinder in Not einsetzt. Der Sitz des Vereins ist in Berlin. Darüber hinaus gibt es eigenständige Vereine in der Schweiz, in Österreich und in Neuseeland.
„ora“ stand ursprünglich für die englischen Wörter Orphans, Refugees and Aid (Waisen, Flüchtlinge und Hilfe). Heute wird er als Eigenname verwendet. ora steht zudem im Lateinischen für das Wort „bete“, bekannt durch den Ausspruch ora et labora – bete und arbeite.
ora Kinderhilfe international e.V. wurde im Jahr 1981 unter dem Namen Deutscher Hilfsfonds als überkonfessionelles christlich-humanitäres Hilfswerk von Heinrich Floreck in Friedberg gegründet. Fünf Jahre später zog die Organisation ins nordhessische Korbach, wo sich 26 Jahre der Sitz des Vereins befand. Im August 2014 zog der Verein nach Berlin. Der Namenswechsel von ora international zu ora Kinderhilfe erfolgte ebenfalls im Jahr 2014.
Neben dem Büro in Berlin unterhält ora ein Logistikzentrum in Korbach, von wo aus Hilfsgütertransporte ins Ausland organisiert werden.
ora Kinderhilfe international e.V. trägt das Spendensiegel des Deutschen Zentralinstituts für soziale Fragen und ist der Initiative Transparente Zivilgesellschaft beigetreten.
Weltweit unterstützt der Verein Projektpartner in zehn Ländern auf vier Kontinenten. Die Arbeitsschwerpunkte sind Kinderpatenschaften, Entwicklungszusammenarbeit und Katastrophenhilfe.

## Entwicklungszusammenarbeit
In den vom Verein geförderten Projekten planen und verwirklichen die Mitarbeiter der Organisation gemeinsam mit den bedürftigen Menschen langfristige und individuelle Hilfsmaßnahmen. Ziel ist es, den Menschen bei der Gestaltung einer besseren Zukunft zu helfen und ihre Lebenssituation nachhaltig zu verbessern. Geleitet wird die Projektarbeit von lokalen Partnern vor Ort. Bei jedem Projekt steht das Kind im Mittelpunkt. Dennoch werden auch die Familien und das soziale Umfeld des Kindes mit berücksichtigt, um eine umfassende Verbesserung der Lebenssituation der Kinder zu schaffen.

## Katastrophenhilfe
Der Verein ist auch im Einsatz, wenn es darum geht die Schäden und Folgen von Kriegen, Hungersnöten, Krankheiten und Naturkatastrophen zu beheben.

## Patenschaften
Die Organisation organisiert ein Patenschaftsprogramm, das in 11 Ländern im Globalen Süden. Eine Kindpatenschaft bildet dabei den direktesten Weg der Hilfe und ist in die Projektarbeit vor Ort integriert. Ausreichende Ernährung, medizinische Grundversorgung, gute Kleidung sowie Schul- und Berufsausbildung werden somit gesichert.